# Alta tensione

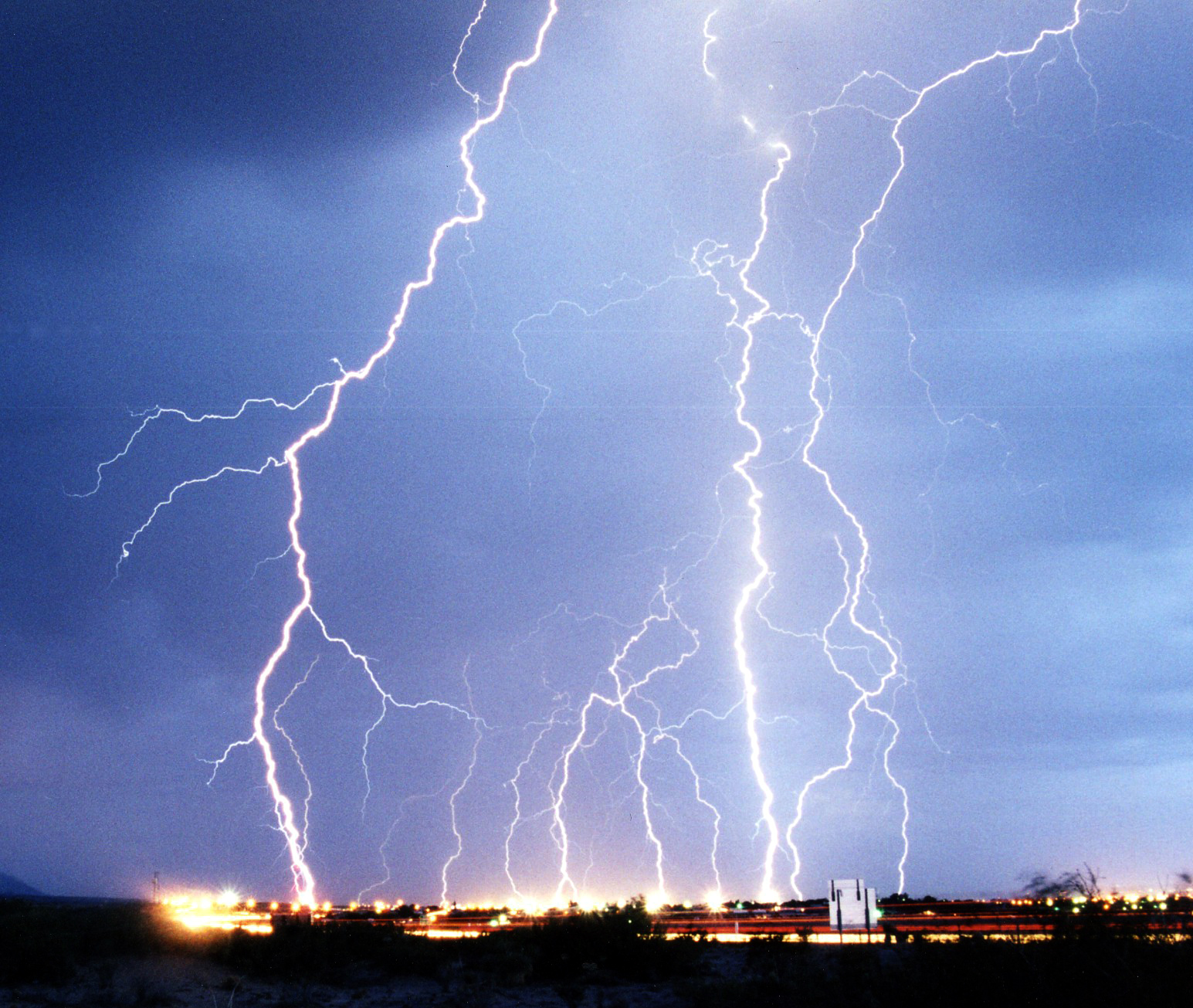
I fulmini sono scariche di alta tensione tra nubi e terra

Per alta tensione si intende una tensione elettrica "elevata". La soglia al di sopra della quale si ha l'alta tensione è variabile e difficilmente definibile, se non in misura relativa e convenzionale.

## Valori
Si definisce alta tensione una tensione elettrica superiore alle decine di migliaia di V. Il CEI ha definito una scala di valori normali da utilizzare nelle apparecchiature/reti di trasmissione elettrica, che sono tra i 60 kV e i 150 kV (più raramente 220 kV) per l'alta tensione e 380 kV per l'altissima tensione.

## Accorgimenti

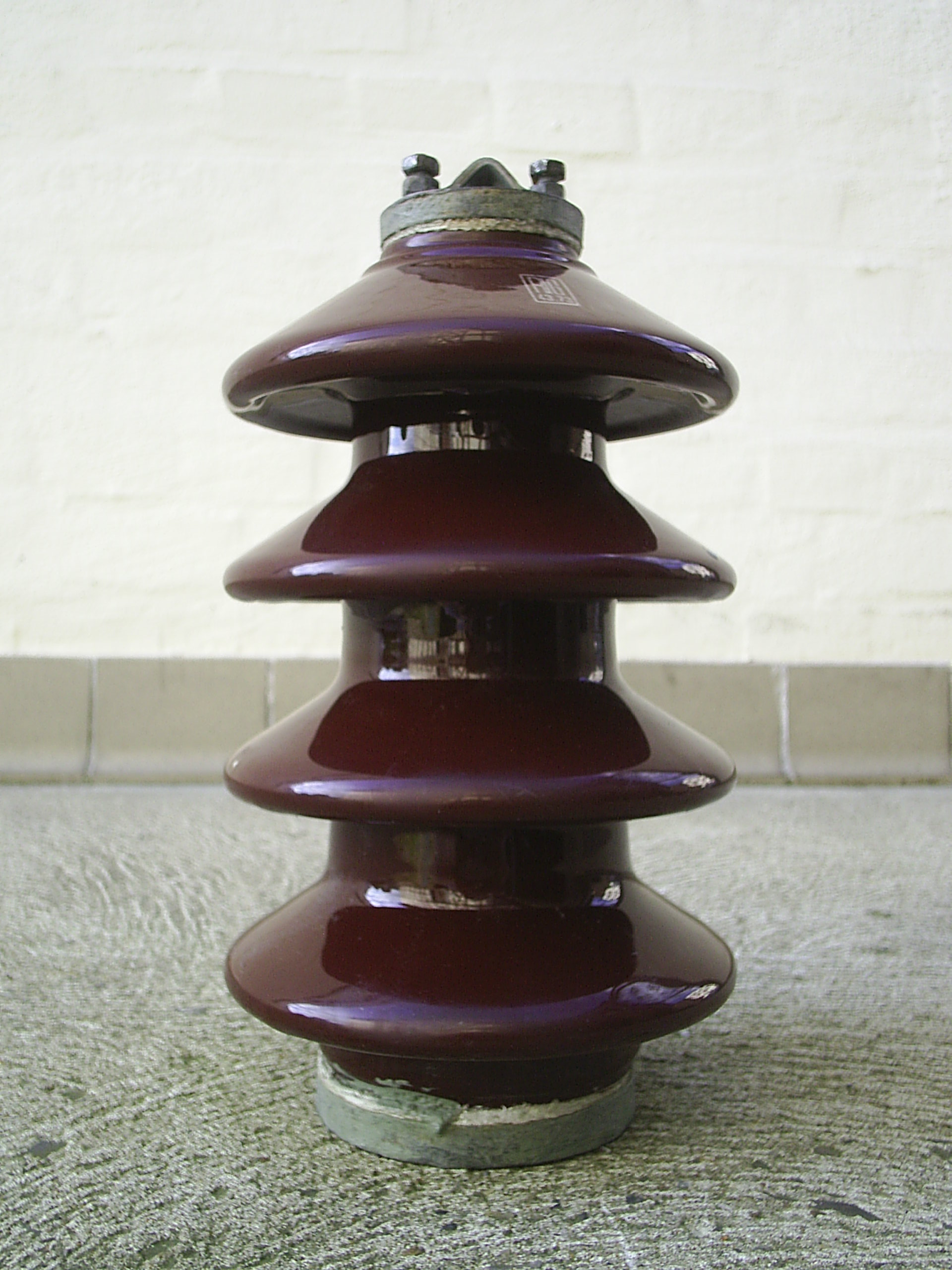
Isolatore per alte tensioni

Dovendo operare con l'alta tensione, grande attenzione deve essere rivolta ai materiali isolanti che sostengono i conduttori, interrompono la corrente negli interruttori e sono impiegati in ogni altro apparato connesso.
Tutti i materiali infatti (aria compresa) possono sopportare una tensione massima oltre la quale si innesca una improvvisa scarica (arco voltaico) attraverso la materia, con conseguente produzione di calore e probabile distruzione dell'oggetto che è stato attraversato dalla intensa corrente.
Il limite di massimo del campo elettrico applicabile ad un isolante senza avere scarica è chiamato rigidità dielettrica ed è comunemente espresso in Volt/cm, in kiloVolt/millimetro o unità analoghe.
L'aria secca presenta una rigidità di circa 30 kV/cm. Questo significa che due conduttori separati da un centimetro di aria possono presentare una differenza di potenziale tra loro di non più di 30 000 volt. In pratica la rigidità dielettrica è inferiore, poiché la presenza di umidità nell'aria ne abbassa il valore. Qualora si impieghino supporti isolanti è necessario considerare la resistività della superficie dei materiali usati. In particolare quando sia presente sporcizia o umidità, la superficie può costituire una via di passaggio molto più agevole del materiale pieno per l'elettricità. La capacità dei materiali di resistere alle scariche superficiali viene indicata da un parametro detto CTI: Comparative Tracking Index.
In base alle precedenti considerazioni si può comprendere perché gli isolatori usati negli elettrodotti siano particolarmente lunghi (anche metri) e costituiti da dischi sovrapposti con superficie irregolare invece che semplici cilindri. In questo modo si aumenta la distanza superficiale rispetto alla distanza in aria.

## Pericoli

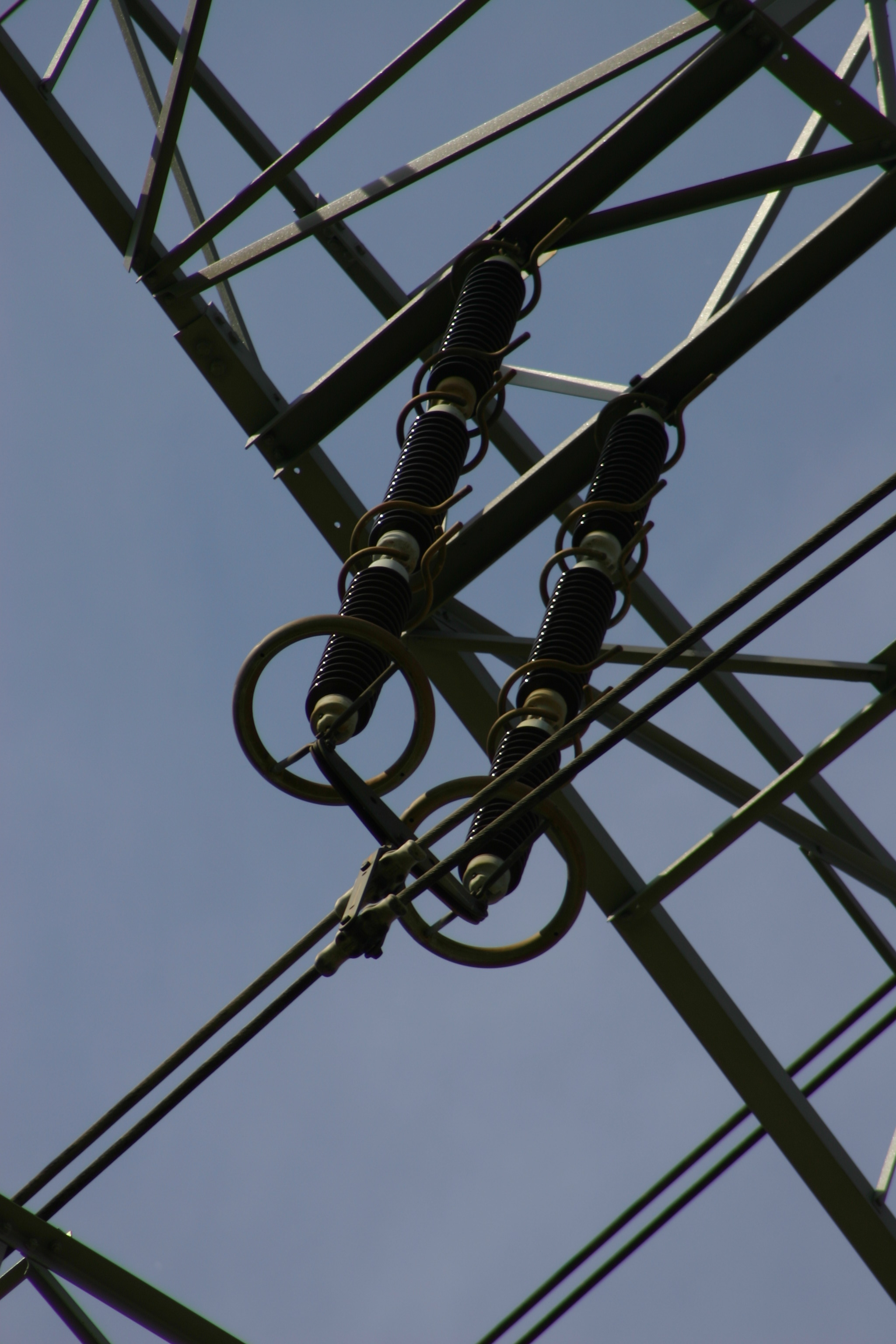
Isolatori montati su una linea ad alta tensione

Segnale di pericolo per la presenza di Tensioni Pericolose. Simbolo standardizzato come IEC 60417-5036.

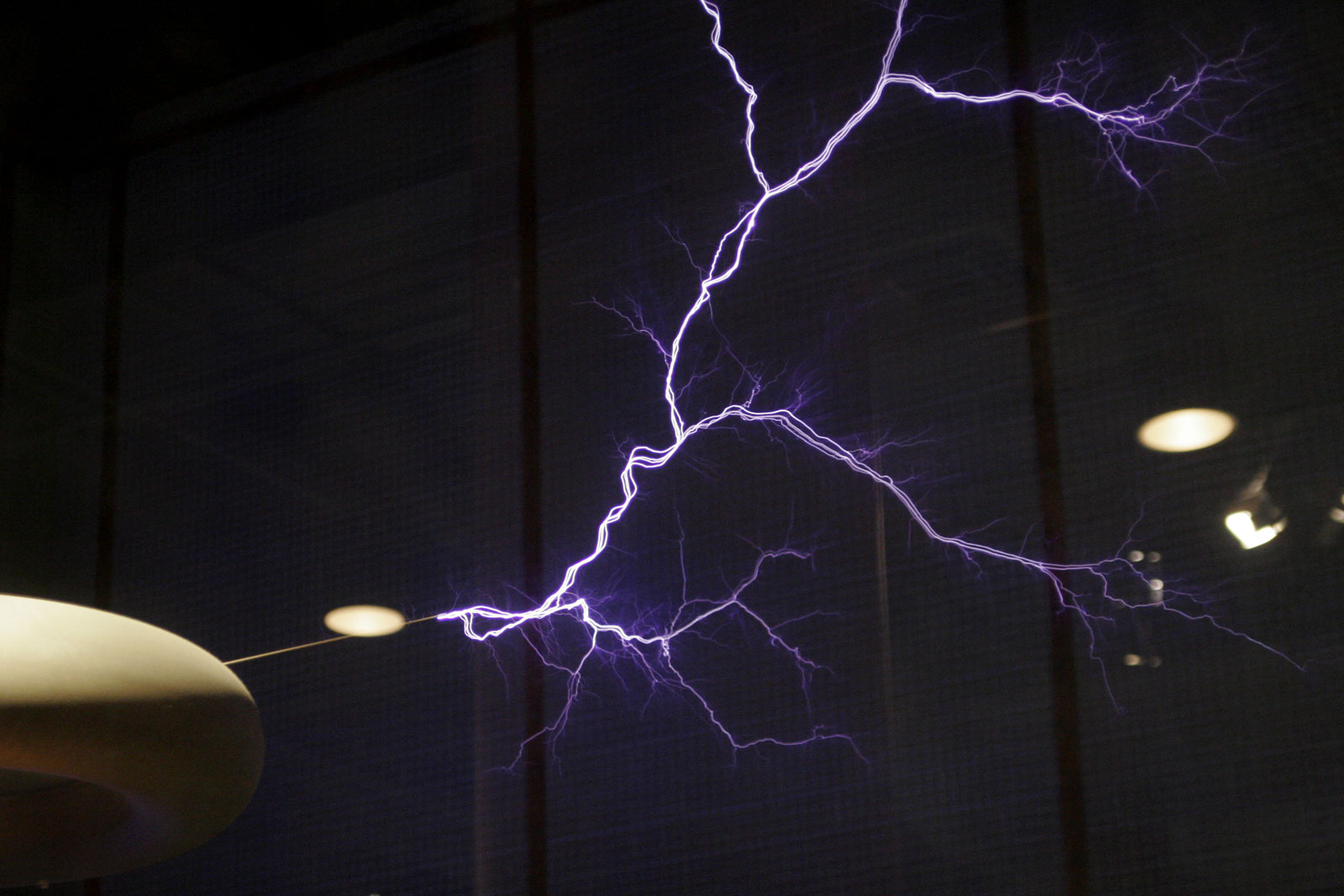
Scarica prodotta da una macchina ad alta tensione chiamata bobina di Tesla

È importante tenere conto del rischio di scarica in aria anche per quanto riguarda la sicurezza. È sufficiente infatti avvicinarsi ai conduttori per essere raggiunti dalla scarica, anche senza entrare direttamente in contatto con essi.
Paradossalmente l'alta tensione in sé stessa non rappresenta un pericolo per la salute. In esperimenti ormai classici una persona è posta su una pedana isolante e portata ad un potenziale elettrico di centinaia di kilovolt senza subire alcun problema, se non l'effetto di innalzamento dei capelli.
I gravi effetti causa della folgorazione sono dovuti non alla tensione ma alla intensità di corrente.
Poiché in base alla legge di Ohm, la corrente che attraversa un corpo è proporzionale alla tensione applicata, ne deriva che un'alta tensione può produrre un flusso di corrente maggiore.
Se la sorgente di alta tensione presenta una impedenza sufficientemente elevata oppure la quantità di carica elettrica disponibile è bassa, il flusso di corrente indotto nel corpo è insufficiente oppure troppo breve per causare il minimo danno. Questo è il caso della scossa che a volte si riceve scendendo dall'automobile. Sebbene si tratti di tensioni di decine di kilovolt, sono del tutto innocue. Lo stesso livello di tensione presente su un elettrodotto è invece potenzialmente letale a causa della elevata corrente prelevabile.
Molto più concreto è il rischio di incendio ed esplosione che una scarica elettrica può costituire.
È infatti sufficiente una piccola scintilla, innocua per il corpo umano, ad incendiare gas e liquidi infiammabili, come ad esempio la benzina.

## Generazione

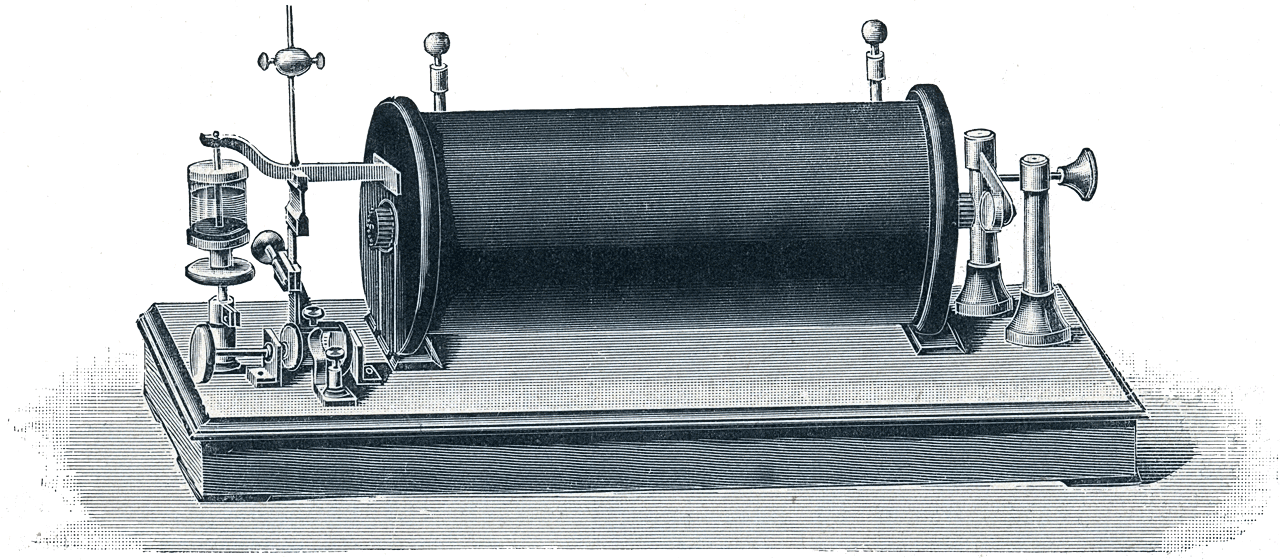
Il rocchetto di Ruhmkorff

L'alta tensione può essere generata per mezzo di trasformatori a partire da una tensione alternata di minore valore. Pressoché tutta l'alta tensione è ottenuta in questo modo a partire da valori di media tensione generati negli alternatori delle centrali elettriche.
Particolari trasformatori studiati per produrre tensioni elevate sono la bobina di Tesla, ideata dall'ingegnere Nikola Tesla ed il Rocchetto di Ruhmkorff.
Un altro metodo per produrre alta tensione, l'unico disponibile prima dell'invenzione del trasformatore, è l'effetto triboelettrico, sfruttato in diversi tipi di generatori elettrostatici.

## Applicazioni principali
L'impiego di tensioni elevate è vantaggioso o spesso indispensabile in molte applicazioni, la più importante delle quali è la trasmissione di energia elettrica su lunghe distanze attraverso gli elettrodotti che possono essere aerei , interrati o subacquei.

### Trasmissione di energia

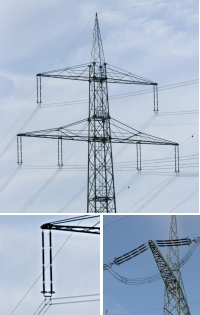
Tralicci per alta tensione con isolatori

È noto che per effetto Joule un conduttore elettrico dissipa potenza sotto forma di calore in ragione direttamente proporzionale alla propria resistenza elettrica e al quadrato dell'intensità della corrente che lo attraversa [P=Ri2]. È perciò opportuno tenere questa corrente quanto più bassa possibile.
È altrettanto noto che la potenza elettrica trasmessa attraverso una linea ad un carico è direttamente proporzionale alla tensione per la corrente [P=Vi]. 
Per trasmettere quanta più potenza possibile è necessario perciò aumentare la corrente oppure la tensione (o entrambe). Poiché come si è visto aumentare la corrente risulterebbe controproducente, si interviene aumentando la tensione ai massimi valori praticamente possibili.
Oltre un certo limite di tensione però si presentano problemi dovuti alla tenuta dei materiali di isolamento e della stessa caratteristica di isolamento dell'aria atmosferica, attraverso la quale possono innescarsi scariche ed archi voltaici.
Gli elettrodotti operano normalmente su tensioni intorno ai 400 kV, anche se alcuni impianti raggiungono il milione di volt.
Un altro ostacolo all'aumento della tensione è dato dalla perdita di energia per effetto corona.

### Ionizzazione
Campi elettrici sufficientemente intensi sono in grado di strappare gli elettroni più esterni degli atomi, causando la ionizzazione. Questo fenomeno, che provoca l'emissione di luce e calore, viene sfruttato in alcuni sistemi di accensione per lampade fluorescenti, nelle lampade allo xeno dei flash, negli ionizzatori d'aria, nei generatori di ozono, nelle sfere al plasma (vedi fisica del plasma), ecc.

### Filtri elettrostatici
Facendo fluire i fumi di scarico di una centrale termoelettrica o di un inceneritore attraverso piastre affiancate e caricate ad alta tensione si possono trattenere le particelle di fuliggine.

### Accelerazione di particelle
Negli acceleratori di particelle utilizzati nei laboratori di fisica l'alta tensione è necessaria per produrre gli intensi campi elettrici necessari ad accelerare le particelle elementari elettricamente cariche.

### Tubo catodico

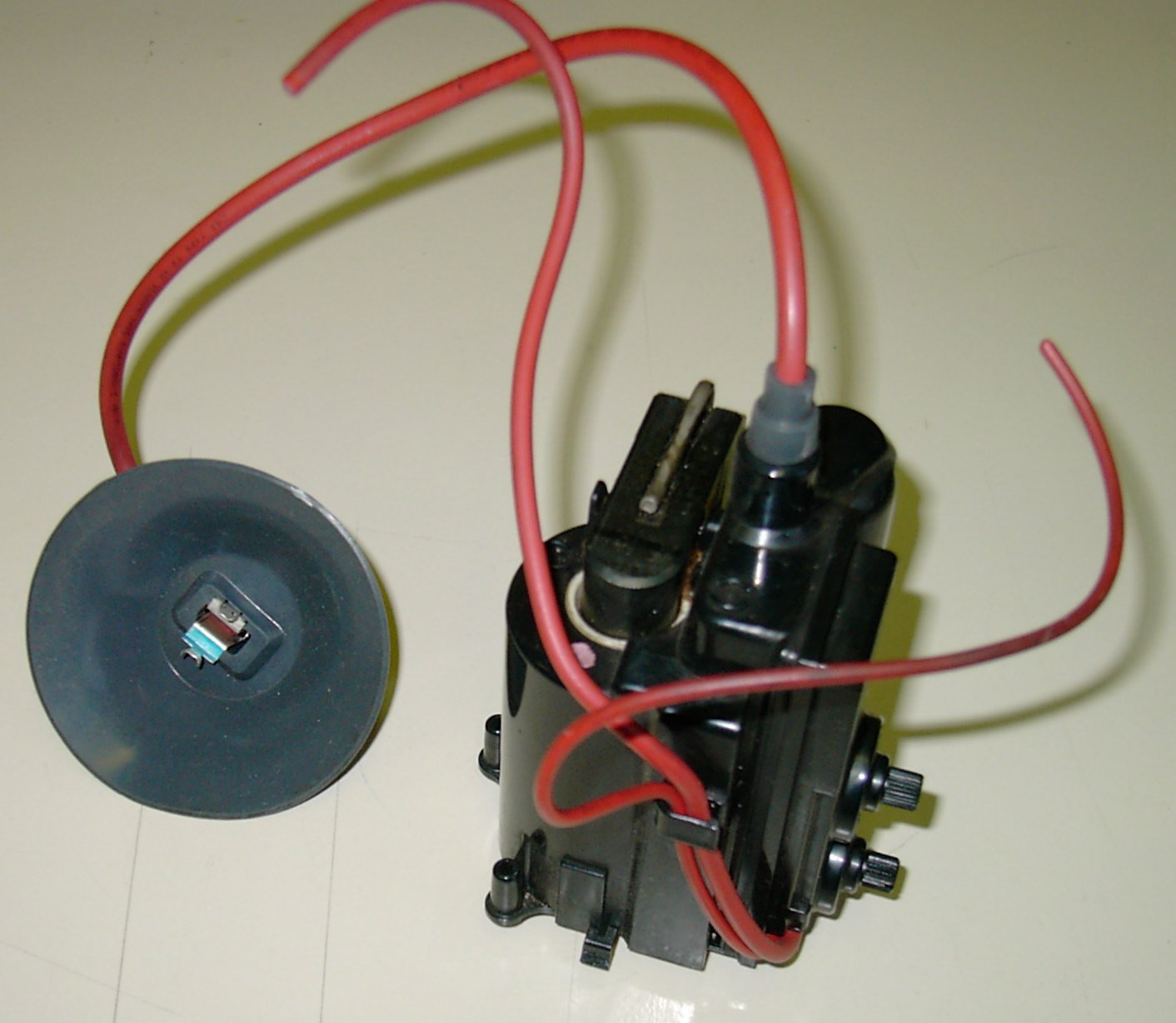
Esempio di trasformatore generatore di alta tensione per alimentare i tubi catodici

Nel tubo catodico di monitor e televisori un fascio di elettroni è accelerato da un campo elettrico di decine di kilovolt. È una tecnologia in declino, ormai superata dagli schermi al plasma, a cristalli liquidi, e dagli schermi a LED.

### Trasmissione radio
I primi trasmettitori radio di Marconi e Tesla sfruttavano la massiccia emissione di onde elettromagnetiche che avviene in concomitanza con una scarica di alta tensione.
Nel tempo si riuscì a controllare sempre meglio la produzione di onde radio, che oggigiorno avviene per mezzo di oscillatori elettronici operanti a tensioni molto basse.

### Altri usi
Esistono molte altre applicazioni particolari dell'alta tensione, tra cui:
- La produzione di raggi X avviene facendo collidere elettroni ad alta energia su placche metalliche con tensioni di centinaia di kilovolt (Bremsstrahlung).
- Scintille ad alta tensione sono usate per l'accensione di gas combustibile negli accendigas domestici (mediante la piezoelettricità) e nelle caldaie.
- Recinti ad alta tensione sono impiegati per impedire la fuga di animali o evitarne l'ingresso in campi coltivati.
- Nel motore ad accensione comandata a benzina l'alta tensione è usata per accendere la miscela aria/combustibile nei cilindri attraverso le candele.
- È stata sviluppata una tecnologia di stampa (di scarsissima diffusione) in cui scintille ad alta tensione provocano l'annerimento del supporto.

### Gas tossici
Le scariche elettriche, compreso l'effetto corona, producono piccole quantità di gas tossici, che in uno spazio limitato possono presentare un serio rischio per la salute. Questi gas includono ozono e vari ossidi di azoto.